# Four Freedoms
Die Four Freedoms (dt. „vier Freiheiten“) formulierte US-Präsident Franklin Delano Roosevelt am 6. Januar 1941 in seiner Rede zur Lage der Nation vor dem Kongress. Sie spielten sowohl bei der Bildung einer Anti-Hitler-Koalition (Deklaration der Vereinten Nationen) als auch bei der späteren Gründung der Vereinten Nationen (UNO) eine Rolle.

## Die vier Freiheiten

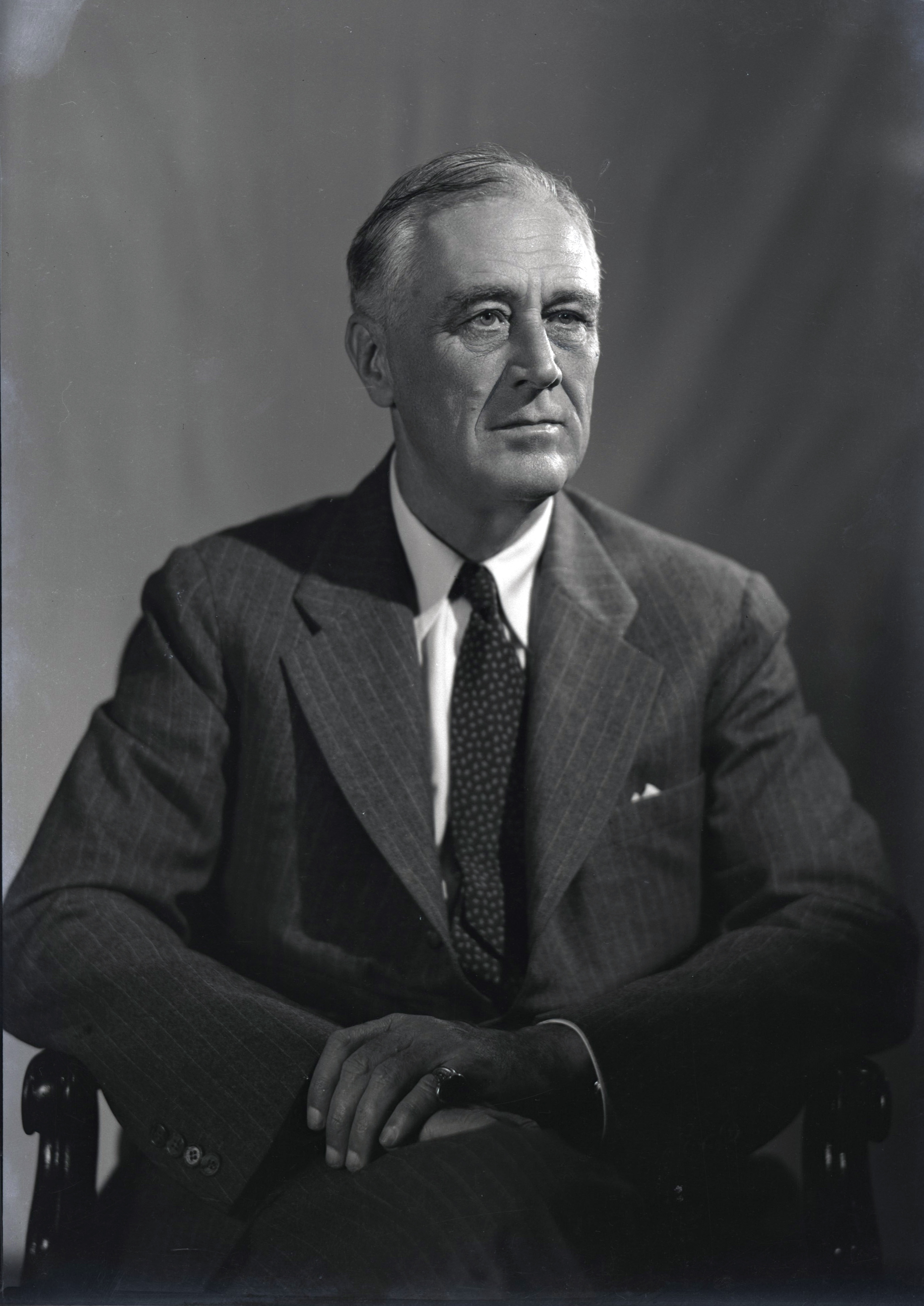
US-Präsident Franklin D. Roosevelt

In künftigen Tagen, um deren Sicherheit wir uns bemühen, sehen wir freudig einer Welt entgegen, die gegründet ist auf vier wesentliche Freiheiten des Menschen.
Die erste dieser Freiheiten ist die der Rede und des Ausdrucks – überall auf der Welt.
Die zweite dieser Freiheiten ist die jeder Person, Gott auf ihre Weise zu verehren – überall auf der Welt.
Die dritte dieser Freiheiten ist die Freiheit von Not. Das bedeutet, weltweit gesehen, wirtschaftliche Verständigung, die jeder Nation gesunde Friedensverhältnisse für ihre Einwohner gewährt – überall auf der Welt.
Die vierte Freiheit aber ist die von Furcht. Das bedeutet, weltweit gesehen, eine globale Abrüstung, so gründlich und so lange durchgeführt, bis kein Staat mehr in der Lage ist, seinen Nachbarn mit Waffengewalt anzugreifen – überall auf der Welt.

## Interpretationen
Die Kraft dieser Rede resultierte wohl aus ihrer Einfachheit und handlichen Formulierung. Dabei wurden wirtschaftliche und freiheitliche Argumente so miteinander verbunden, wie sie bald auch in späteren Dokumenten auftreten sollten.
Geläufigen Interpretationen zufolge wollte der Präsident für die US-amerikanische Bevölkerung mit dieser Rede einen Begründungszusammenhang herstellen, da in den USA kaum Kriegsbereitschaft festzustellen war, was u. a. in der Bewegung des America First Committee seinen Ausdruck fand.
Elf Monate nach dieser Rede kam der japanische Angriff auf Pearl Harbor und in der Folge die Kriegserklärung der USA.

## Rezeption

### Architektur
Der amerikanische Architekt Louis I. Kahn entwarf in den Jahren 1973 und 1974 das Four Freedoms Memorial an der Südspitze von Roosevelt Island (New York City), das allerdings erst in den Jahren 2010 bis 2012 realisiert werden konnte.

### Kunst
Der von der Rede inspirierte Maler Norman Rockwell schuf vier Gemälde, mit denen das Office of War Information ab 1943 durch die USA tourte und 130 Millionen US-Dollar Kriegsanleihen einsammelte.

Rockwells Serie
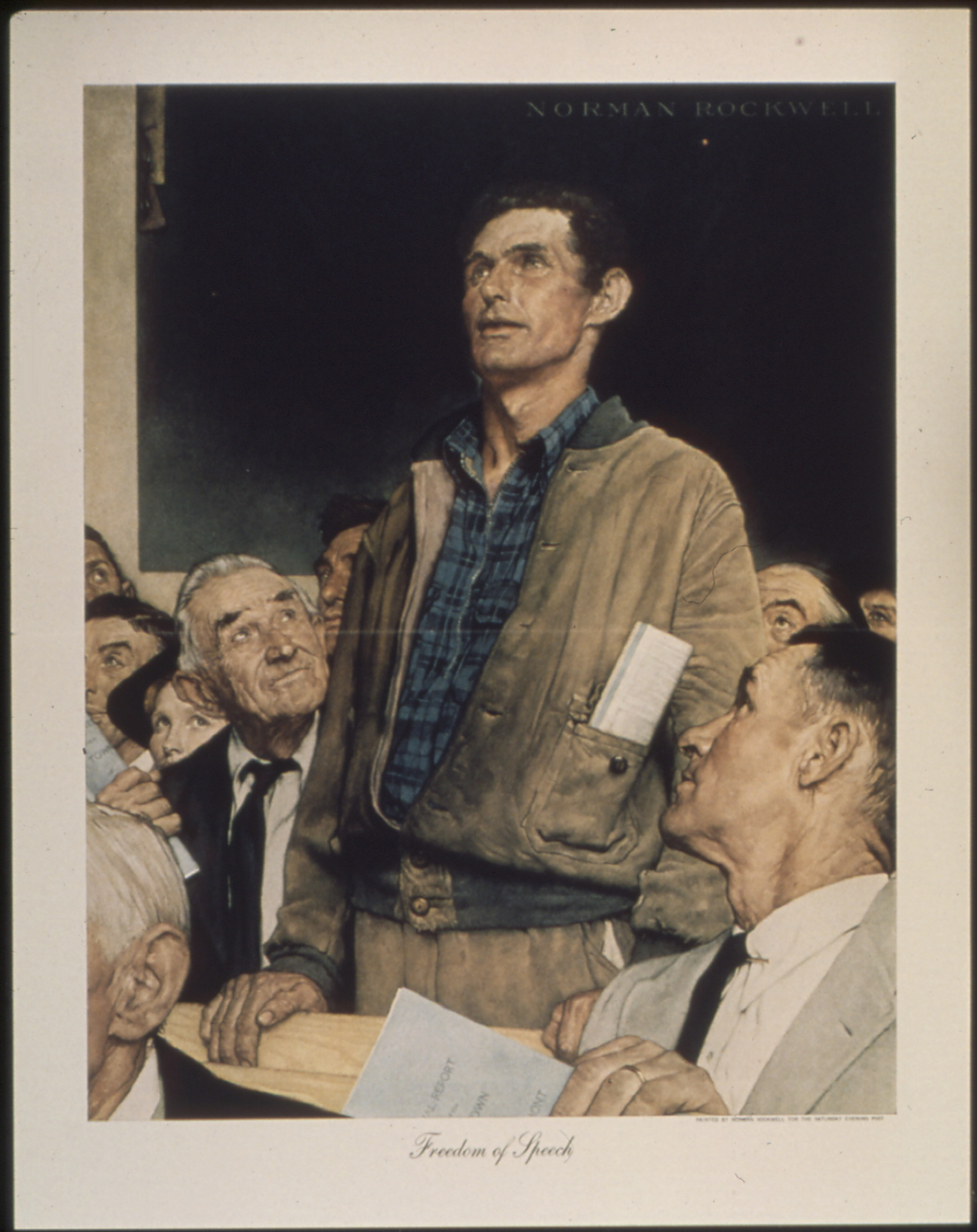
Freedom of Speech – Redefreiheit
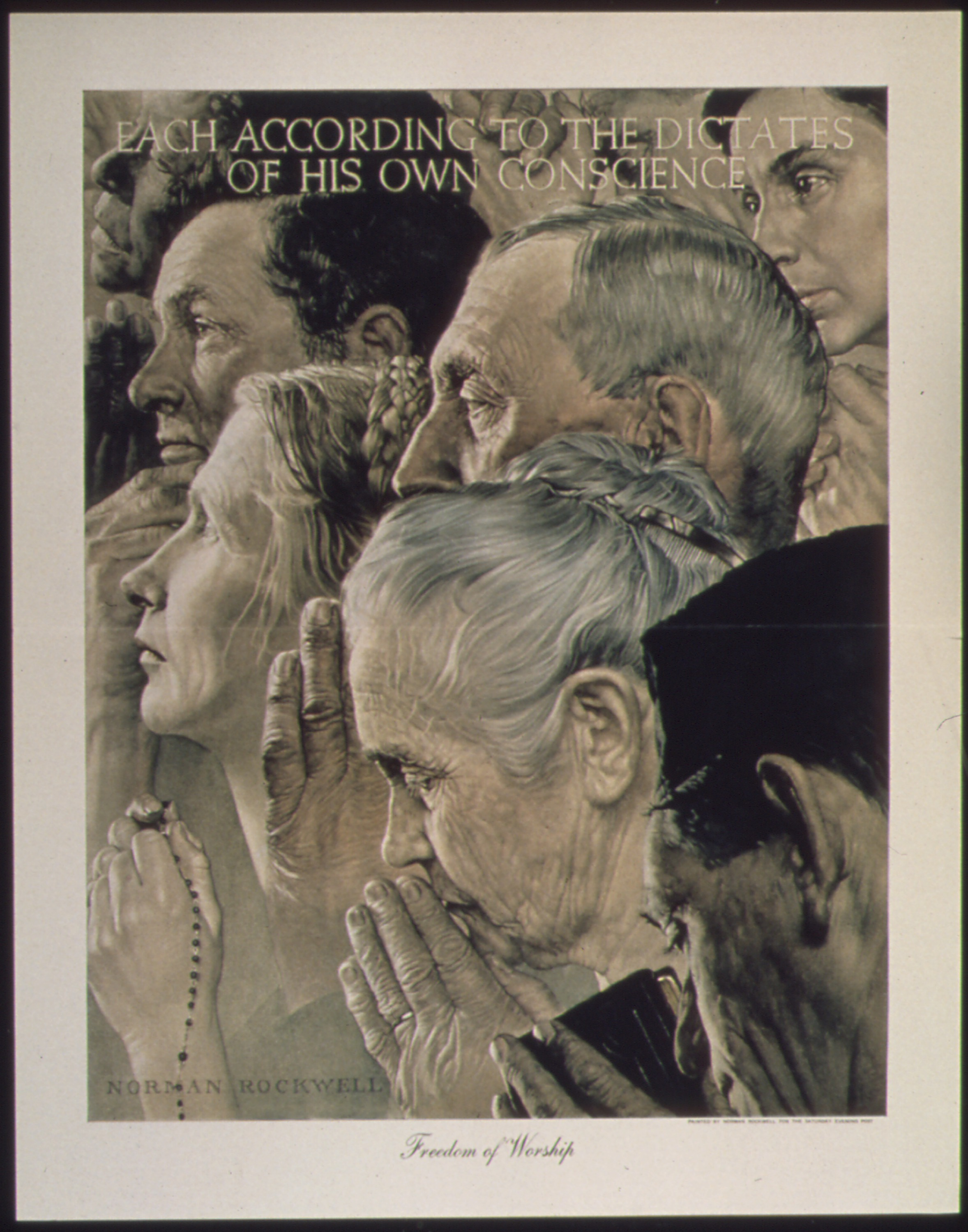
Freedom of Worship – Religionsfreiheit
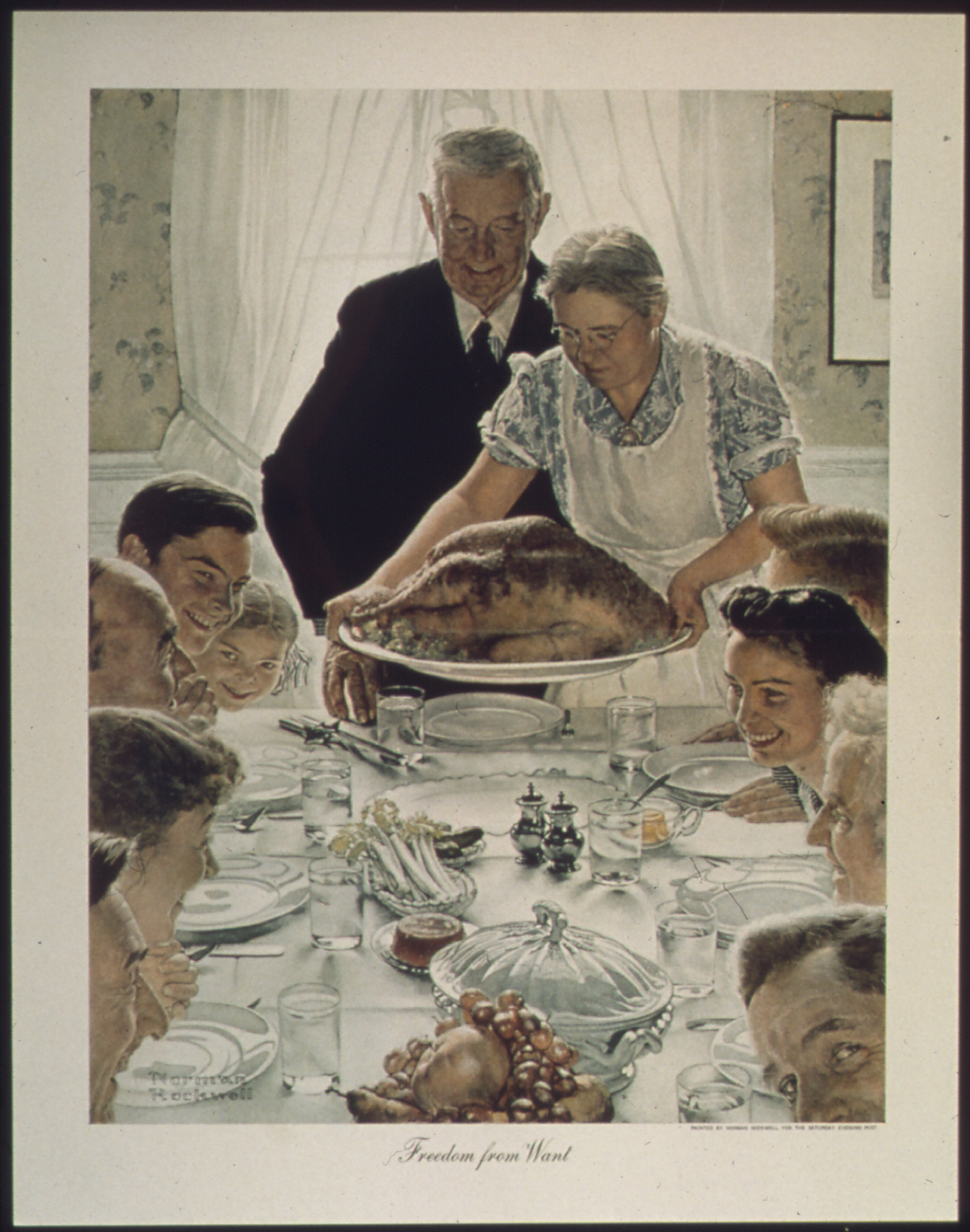
Freedom from Want – Freiheit von Not
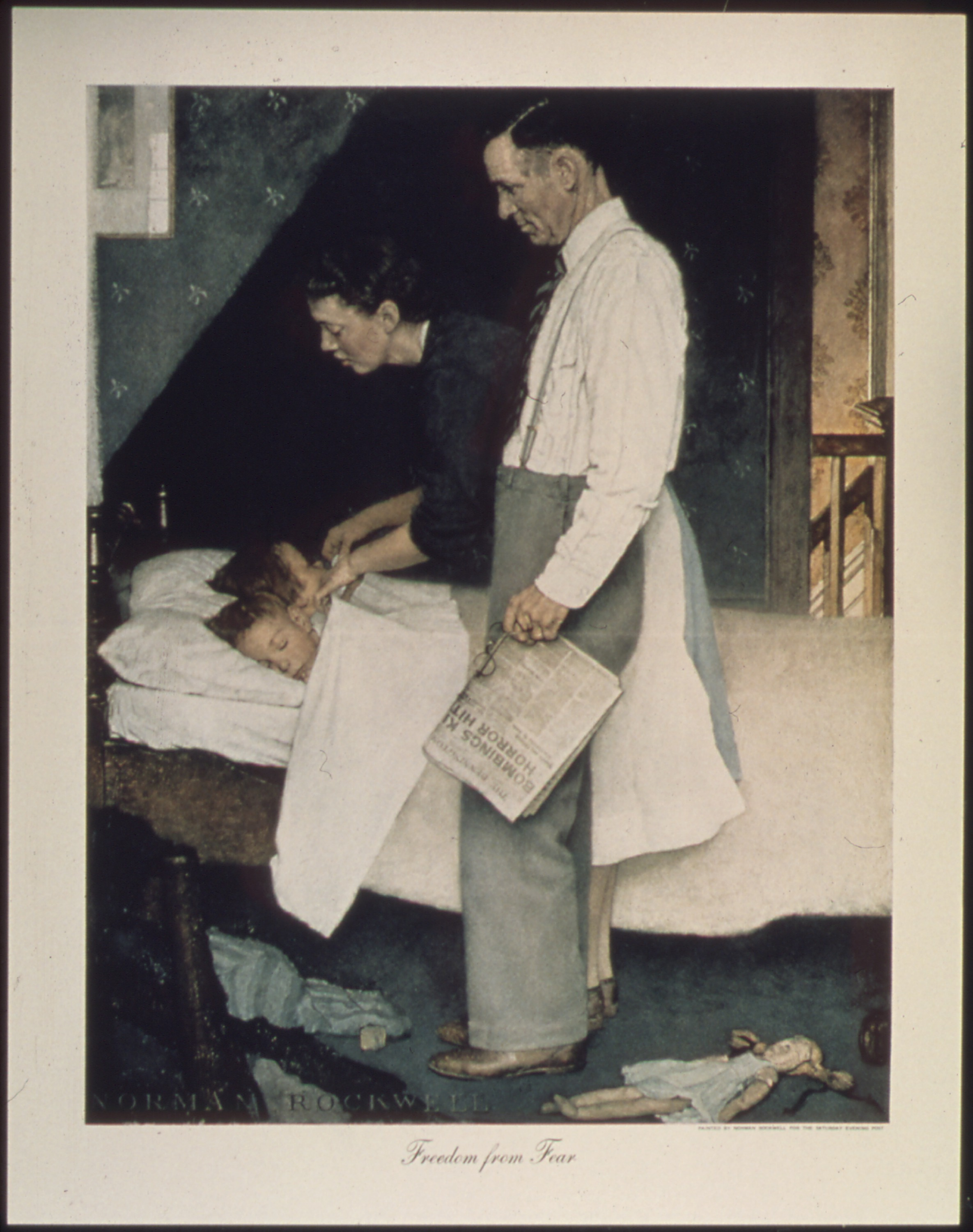
Freedom from Fear – Freiheit von Furcht